# Bernardina Floriani
Bernardina Floriani nota come Giovanna Maria della Croce (Rovereto, 8 settembre 1603 – Rovereto, 26 marzo 1673) è stata una monaca cristiana e badessa italiana.

## Biografia

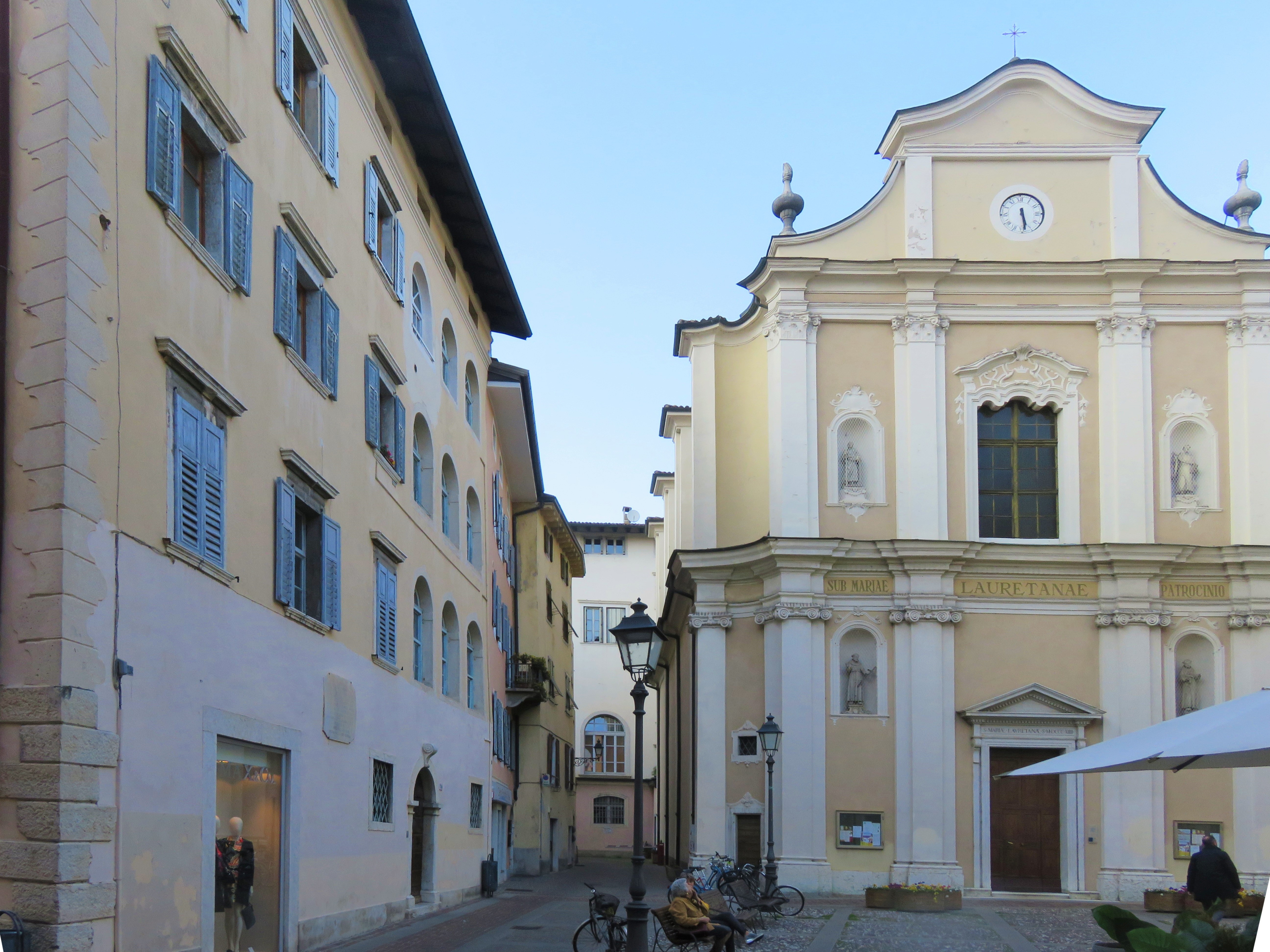
Casa natale di Giovanna Maria della Croce all'angolo tra piazza Loreto e via Mazzini, accanto alla Chiesa della Beata Maria Vergine di Loreto.

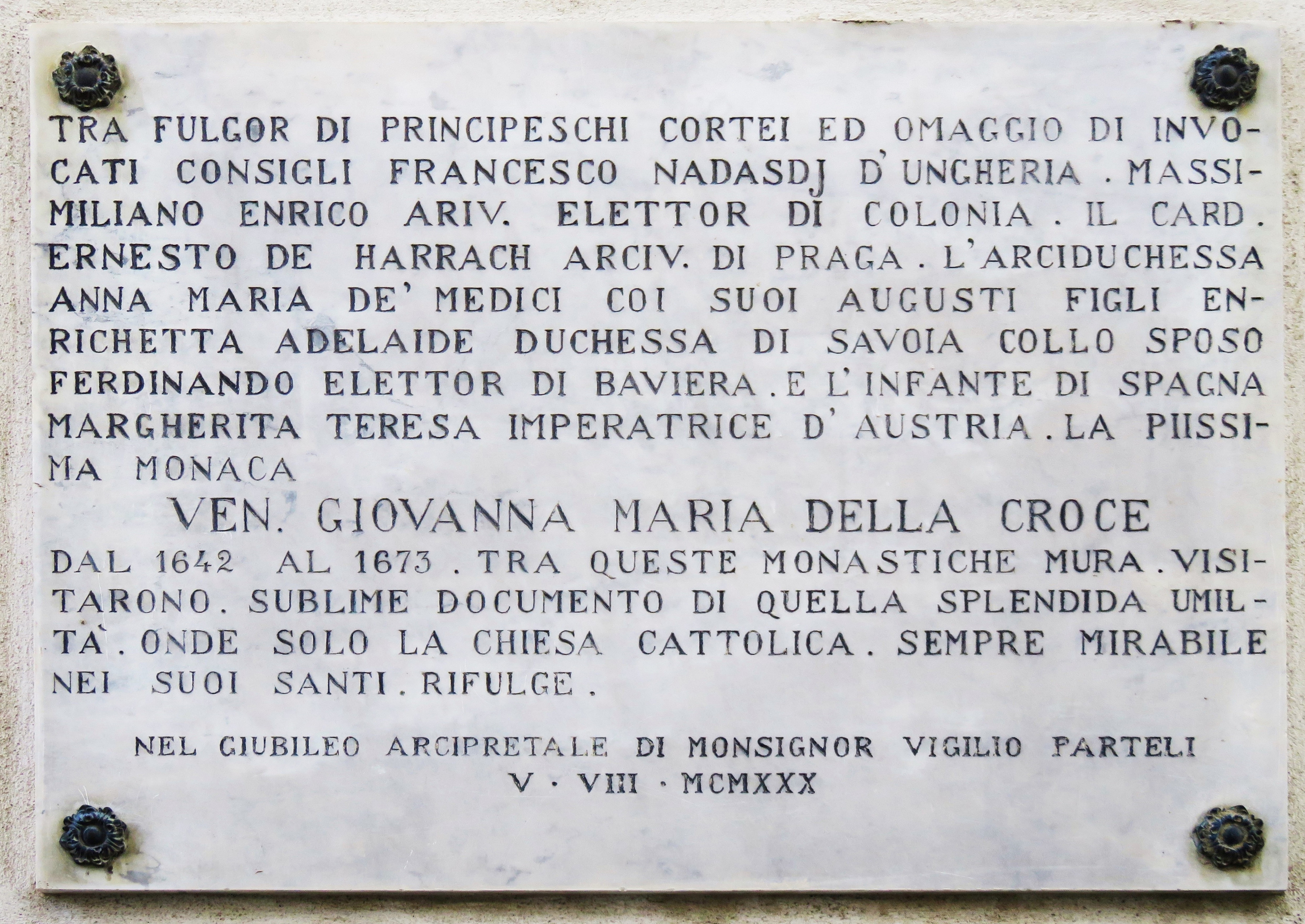
Epigrafe in via Conciatori a Rovereto, posta sulla parete del convento fondato da Giovanna Maria della Croce.

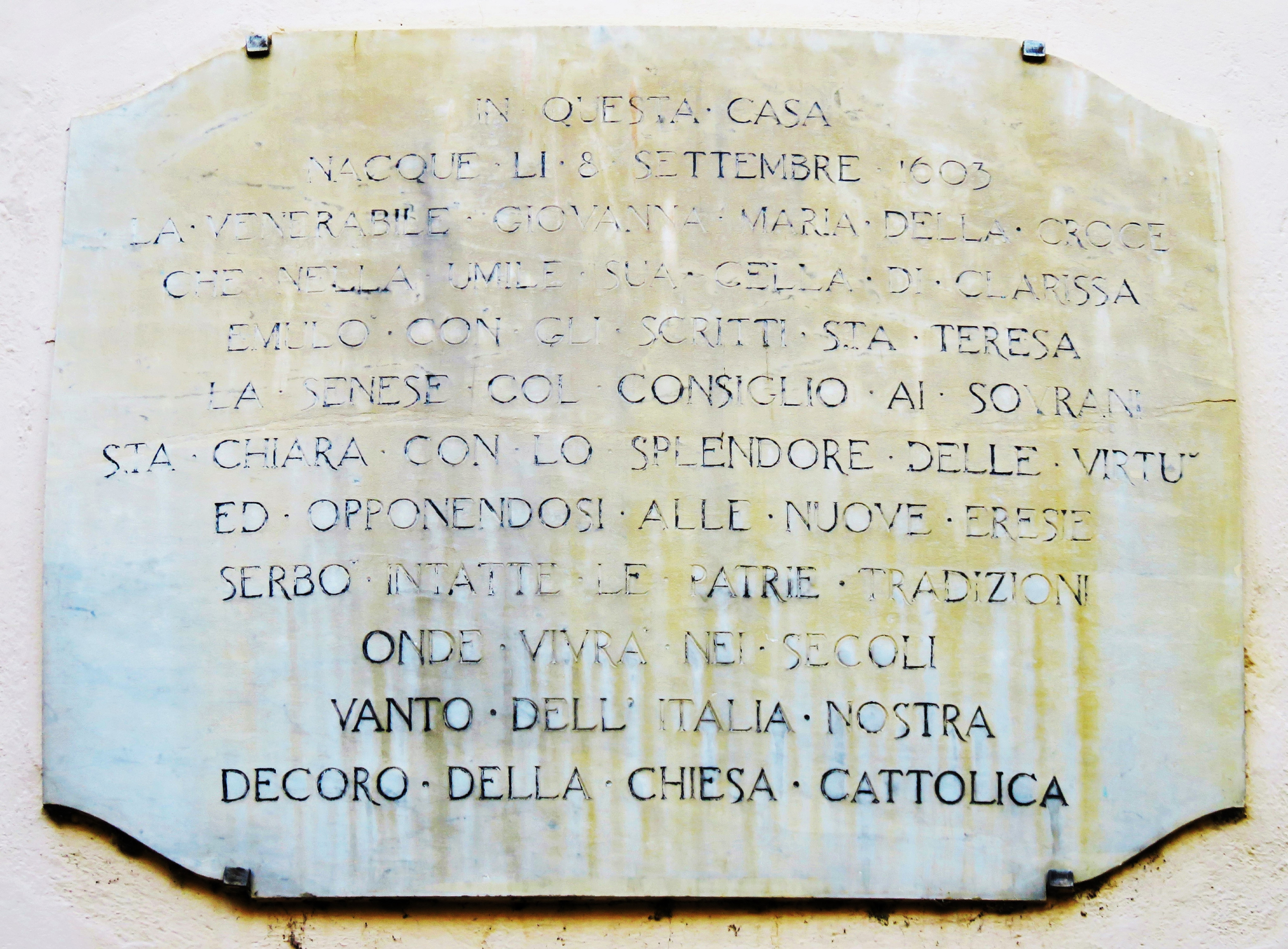
Epigrafe in piazza Loreto a Rovereto, posta sulla casa natale di Giovanna Maria della Croce.

Bernardina fu figlia del pittore Giuseppe Floriani e di Girolama Oliva Tessadri. Nacque terza tra sette fratelli che morirono tutti in tenera età a parte Giovanni. Questi, abile musicista, lasciò presto la casa natale per trasferirsi nella dimora del conte e vescovo di Salisburgo Paride Lodron. 
La casa dove nacque Bernardina apparteneva alla nobile famiglia Lodron e si trova nel centro di Rovereto, affacciandosi sulla piazzetta della chiesa della Beata Maria Vergine di Loreto. Il padre la crebbe trasmettendole la curiosità e l'amore per l'arte e la bellezza, mentre la madre, da parte sua, le diede una severa educazione religiosa e la spinse ad affrontare con grande assennatezza i doveri della vita domestica. 
Si racconta di un episodio avvenuto nel 1609, durante una domenica di agosto. Bernardina sarebbe caduta nel torrente Leno, travolta dalla corrente e salvata da una mano invisibile. Lei lo ritenne un intervento del martire san Lorenzo.
Frequentò la scuola elementare e, da bambina, durante una delle sue consuete visite alla chiesa di Santa Caterina, rimase molto colpita da un'immagine di santa Chiara d'Assisi.. 
Ebbe momenti di vita spiensierata malgrado la situazione economica dei genitori non fosse florida, e per alcuni anni programmò seriamente di farsi una famiglia sua. Alcuni ripensamenti e, in particolare, l'incontro col frate Tommaso da Olera, la portarono a scegliere infine di farsi monaca.
Intanto nel 1616, assieme alla madre, aprì nella propria abitazione una casa per fanciulle, e il 19 dicembre 1623 fece voto di castità nella chiesa dei cappuccini di Santa Caterina, alla presenza di frate Tommaso. Nel 1630, durante la peste, fondò un convento femminile a Rovereto.
Come narra nell'Autobiografia, ebbe un'intensa vita spirituale: nel 1638 ebbe le stigmate, nel 1642 la transverberazione, e nel 1644 ci fu il matrimonio mistico con Cristo. Tenne corrispondenza con numerose persone (l'epistolario consta di 514 lettere), tra cui gli imperatori Ferdinando II, Ferdinando III e Leopoldo I e l'arciduchessa del Tirolo Claudia de' Medici.

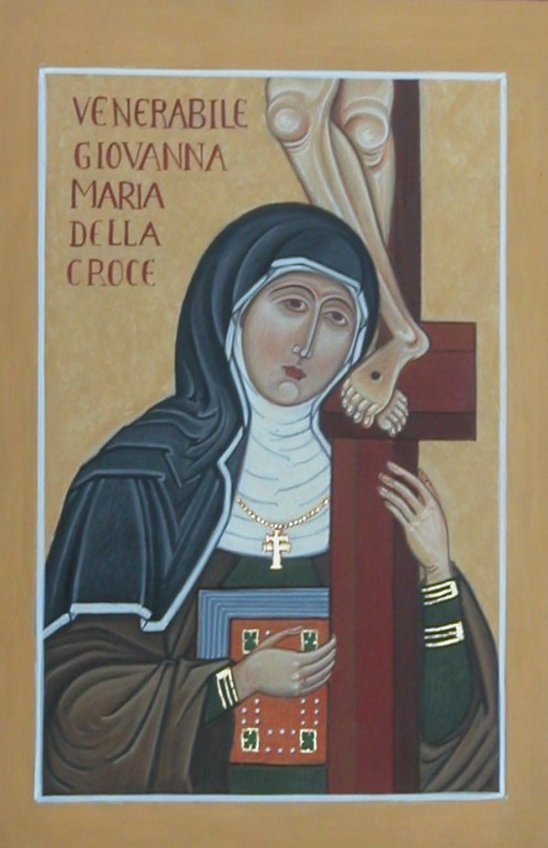
Ritratto della venerabile Giovanna Maria della Croce del Laboratorio iconografico della scuola media "Damiano Chiesa" di Rovereto.

L'Inquisizione analizzò le sue opere e i teologi censori le furono favorevoli; nel 1644 vi fu l'approvazione mediante un decreto. Grazie a un breve di papa Innocenzo X del 1646 si poté fondare il convento nell'Ordine di Santa Chiara, dove fece la professione come clarissa l'8 maggio 1651, prendendo il nome di suor Giovanna Maria della Croce. Dopo il Testamento spirituale scrisse le Costituzioni. Infine, grazie a un breve del 1668 di papa Clemente IX iniziò l'erezione di un monastero a Borgo Valsugana. 
Morì a Rovereto il 26 marzo 1673.

## Convento delle Clarisse
Il convento delle Clarisse a Rovereto, che gestì a lungo anche la Chiesa di San Carlo, venne chiuso e i suoi beni venduti all'asta quando l'ordine venne soppresso nel 1782 per disposizione di Giuseppe II d'Austria. Stessa sorte toccò al monastero di Borgo Valsugana.

## Culto
Godendo fama di santità ancora vivente, la sua morte fu una grande manifestazione di venerazione. Pochi anni dopo, tra il 1675 e il 1678, venne avviato il processo di beatificazione. Nel 1733 Clemente XII approvò gli scritti e l'introduzione del processo di beatificazione, così che da allora fu insignita del titolo di venerabile. Nel 1738 la causa fu introdotta presso la Santa Sede e nel 1891 davanti alla Congregazione per procedere al processo sopra le virtù.

## Opere
- con le Clarisse, Regola data da Papa Urbano IV alle Monache di S. Chiara e Constituzioni della Venerabile Madre Suor Giovanna Maria della Croce, fondatrice del Monastero di S. Carlo in Roveredo ... : fatte con autorità della Sede Appostolica ... l'anno 1665, 1665, OCLC 797081475.
- Cristina Andreolli, Claudio Leonardi e Diego Leoni (a cura di), Vita, Spoleto (PG), Centro italiano di studi sull'alto Medioevo, 1995, OCLC 801115864.
- Giuseppe Cremascoli, Valentina Lunardini e Rosanna Sibono (a cura di), Discorsi per le domeniche di Pentecoste: libro primo a laude di Dio, Tavarnuzze (Firenze), SISMEL edizioni del Galluzzo; Firenze: Fondazione Ezio Franceschini, 2005, OCLC 62252503.
- Alessandra Bartolomei Romagnoli (a cura di), Rivelazioni: libri secondo e terzo a laude di Dio, Tavarnuzze (Firenze), SISMEL edizioni del Galluzzo; Firenze: Fondazione Ezio Franceschini, 2007, OCLC 506801321.
- Maria Teresa Casella Bise (a cura di), Rivelazioni: libro quinto a laude di Dio, Tavarnuzze (Firenze), SISMEL edizioni del Galluzzo; Firenze: Fondazione Ezio Franceschini, 2015, OCLC 959726006.
- Maria Teresa Casella Bise (a cura di), Rivelazioni: libro sesto a laude di Dio, Tavarnuzze (Firenze), SISMEL edizioni del Galluzzo; Firenze: Fondazione Ezio Franceschini, 2016, OCLC 987739483.
- F.C.C. e Maria Teresa Casella Bise (a cura di), Rivelazioni: libro ottavo a laude di Dio, Tavarnuzze (Firenze), SISMEL edizioni del Galluzzo; Firenze: Fondazione Ezio Franceschini, 2012, OCLC 878813538.
- Maria Teresa Casella Bise (a cura di), Rivelazioni: libro decimo a laude di Dio, Tavarnuzze (Firenze), SISMEL edizioni del Galluzzo; Firenze: Fondazione Ezio Franceschini, 2009, OCLC 644278080.
- Maria Teresa Casella Bise (a cura di), Rivelazioni: libro undecimo a laude di Dio, Tavarnuzze (Firenze), SISMEL edizioni del Galluzzo; Firenze: Fondazione Ezio Franceschini, 2004, OCLC 254474200.
- Giovanna Maria della Croce, Rivelazioni. Libro settimo a laude di Dio. Editio princeps a cura di Maria Teresa Casella Bise. Firenze, 2017
- Corona misteriosa di trentatre Avemmarie in memoria del purissimo gaudio di Maria vergine in alimentare il bambinello Gesù e di trentatre Gloria Patri in memoria dell'amore e della gioja di Gesù nel versare il sangue per nostra salvezza, Trieste, Lloyd Austriaco (tip.), 1858, OCLC 797936101.
- FCC, Innocenzo Venchie e OP (a cura di), Enrico Suso: la sua vita, la sua fortuna in Italia, Milano, Ancora, 1973, OCLC 878180810.